# Suaeda ramosissima
Suaeda ramosissima är en amarantväxtart som först beskrevs av Paul Carpenter Standley, och fick sitt nu gällande namn av Ivan Murray Johnston. Suaeda ramosissima ingår i släktet saltörter, och familjen amarantväxter. Inga underarter finns listade i Catalogue of Life.